# Elymiotis attenuata
Elymiotis attenuata är en fjärilsart som beskrevs av William Schaus 1901. Elymiotis attenuata ingår i släktet Elymiotis och familjen tandspinnare. Inga underarter finns listade i Catalogue of Life.